# Julien-K

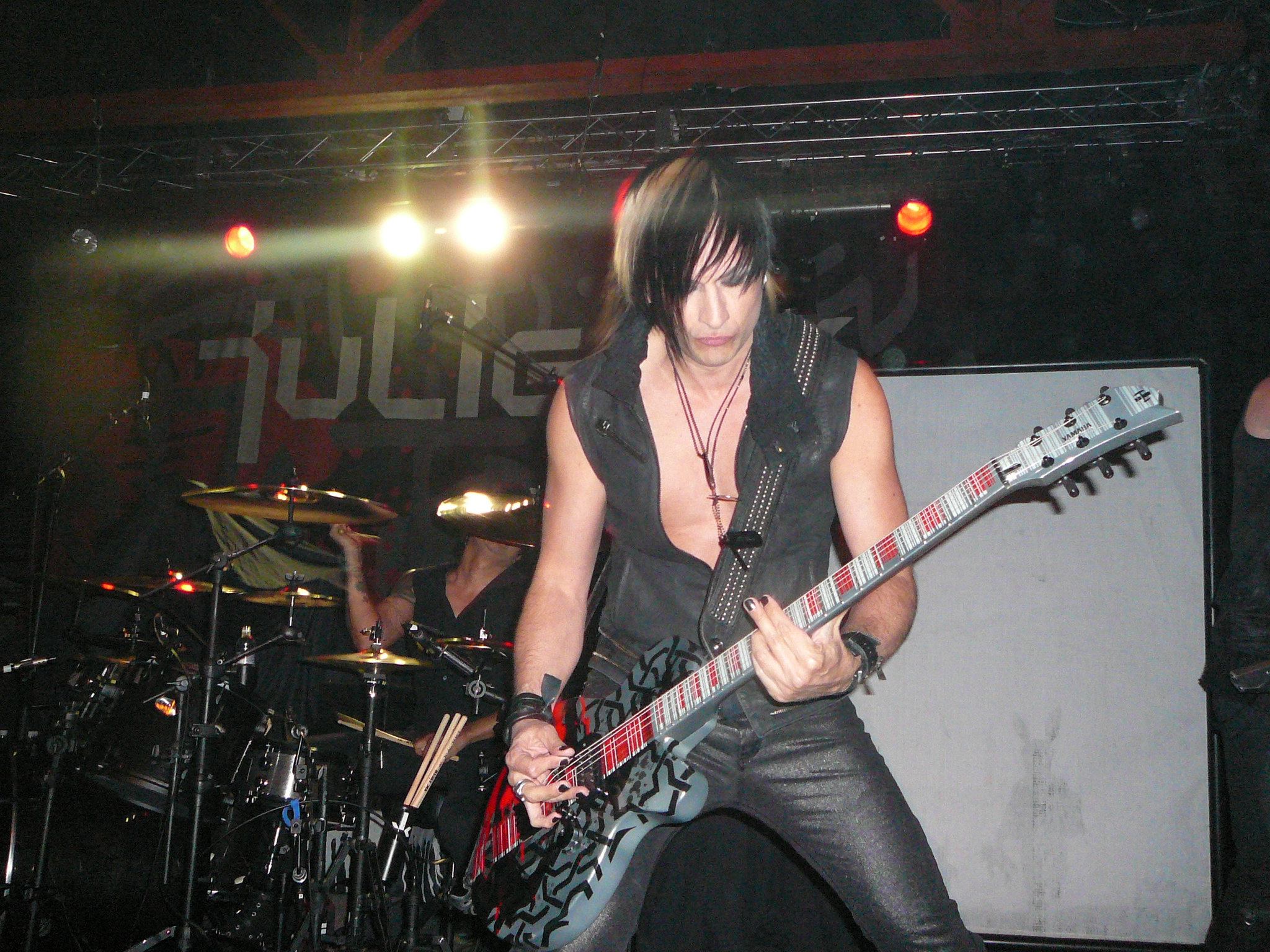
Amir Derakh lors d'un concert de Julien-K en 2008

Julien-K est un groupe formé en 2003 par au chant et guitare Ryan Shuck ancien membre de Orgy au côté de Amir Derakh à la guitare et piano, à la batterie Elias Andra ancien membre de Psycho Plague, de Brandon Belsky à la basse et piano et enfin Anthony Valcic aux arrangements et au piano. En 2010, Brandon Belsky fut remplacé par Anthony 'Fu' Valcic. En 2011, Elias Andra fut remplacé par Frank Zummo.
Leur premier album DEATH TO ANALOG est sorti en 2009. 
Leur deuxième album WE'RE HERE WITH YOU est sorti en 2012. Il est aussi notable qu'ils ont produit une chanson pour le jeu vidéo Sonic Heroes appelée « This Machine: Theme of Team Dark » ainsi que « Waking Up » pour le jeu Shadow the Hedgehog.

## Death to analog
1. Death to Analog

2. Someday Soon

3. Kick The Bass

4. Technical Difficulties

5. Systeme de Sexe

6. Maestro

7. Forever

8. Spiral

9. Nvr Say Nvr

10. Dystopian Girl

11. Look At U

12. Stranded

13. Disease

14. Futura (DTA Remix)

## We're Here With You(2012)
1. 	"We're Here with You"

2. 	"Surrounded by Cowards"

3. 	"Cruel Daze of Summer"

4. 	"Breakfast in Berlin"

5. 	"Palm Springs Reset"

6. 	"Colorcast"

7. 	"Close Continuance"

8. 	"Nights of Future Past"

9. 	"Flashpoint Riot"

10. 	"I'll Try Not to Destroy You"